# Biruga
Biruga (лат.) — род полужесткокрылых насекомых из семейства Tropiduchidae (Fulgoroidea). Неотропика. Лоб в 3 или 4 раза длиннее ширины глаз. Мезонотум шире своей длины. Соотношение длины и ширины надкрылий 3:1. Задние голени с тремя шипиками. В ревизии 1982 года (Fennah, 1982) Biruga был включён в трибу Tambiniini, вместе с родами Tambinia, Ossoides, Sumbana, Kallitaxila, Kallitambinia, Nesotaxila, Garumna, Paragarumna, Athestia.
- Biruga chapadae Fennah, 1944 — Бразилия[1]
- Biruga chariclo Fennah, 1974 — Мексика, США[3] (в 1982 году его включили в состав рода Athestia под названием Athestia chariclo)[2]